# マツダ・CX-5
CX-5（シーエックス・ファイブ）は、マツダが製造・販売するクロスオーバーSUV型の乗用車である。

## 初代 KE系（2012年-2017年）

### 概要
2012年2月16日発売。燃焼効率に優れた「SKYACTIVエンジン」に加え、上質な乗り心地を実現している軽量かつ高機能の「SKYACTIVシャシー」、操舵安定性や衝突安全性能を飛躍的に向上させた軽量高剛性の「SKYACTIVボディ」も採用しており、マツダの新世代技術「SKYACTIV TECHNOLOGY」を全面採用した初めての車種となった。なお、3代目プレマシー同様にバックドアには「MAZDA」ではなく、車名のエンブレムが左側に配置されている。また、右側に配置される「SKYACTIV」専用エンブレムもデミオやアクセラのものから一新され「SKYACTIV TECHNOLOGY」となっている。

### メカニズム
エンジンはアテンザやアクセラに搭載されたPE-VPS型2.0 Lガソリン「SKYACTIV-G 2.0」に加え、新開発のSH-VPTS型2.2 Lディーゼルターボ「SKYACTIV-D 2.2」。後者は従来の常識に反して圧縮比をデミオのガソリンSKYACTIV-Gと同じ14:1にまで下げることで、ディーゼルエンジン特有のトルクの力強さを犠牲にせず高回転化し、低圧縮比で可能となった薄肉化による軽量化、そして排出ガス後処理の簡略化にも成功し、ディーゼル微粒子捕集フィルター（DPF）を装着するものの尿素SCRシステムを始めとする高コストの排出ガス処理装置を使用せずにポスト新長期規制に適合。JC08モードで18.6 km/Lの優れた低燃費と4.0 L V8ガソリンエンジン車並みの最大トルク420 N·mを両立している。2013年9月にはPY-VPS型2.5Lガソリン「SKYACTIV-G 2.5」が追加された。
トランスミッションは日本仕様は6速AT「SKYACTIV-DRIVE」のみの設定だが、日本国外仕様には6速MT「SKYACTIV-MT」も用意されている。全車にマツダ独自のアイドリングストップシステム「i-stop」が標準装備されている。なお、本車種に合わせて開発されたディーゼル車用の「i-stop」は約0.40秒以内 (ガソリン車用は約0.35秒以内) の瞬間再始動を実現している。
デザインテーマ「魂動 ～Soul of Motion～」を全面的に採用した初の市販車となった。もっとも、「魂動」を採用する以前に大方のデザイン自体は決まっていたため、同コンセプトの採用後は限られた範囲でデザインラインの調整が行われた。デザインに関わった前田育男は後に「正直言って理想にはまだまだ遠い状態でした」と述懐している。

### グレード
日本仕様はガソリン車が「20S」・「20S PROACTIVE」・「25S」・「25S PROACTIVE」・「25S L Package」の5グレード、ディーゼル車が「XD（クロス・ディー）」・「XD PROACTIVE」・「XD L Package」の3グレードの計8グレードを展開する。
「20S」・「25S」・「XD」は安全技術「i-ACTIVSENSE」の衝突回避支援・被害軽減技術として、低速走行（約4 - 30 km/h）時にフロントウインドシールドに設置したセンサーが前方の車両を検知、衝突の危険性が高いと判断された場合にブレーキを自動制御（ブレーキ操作の有無により制動力のアップや自動でブレーキを作動）する衝突被害軽減ブレーキ「スマート・シティ・ブレーキ・サポート[前進時]（SCBS F）」、LEDヘッドランプ（ハイ/ロービーム：オートレベリング機能付）/LEDリアコンビランプ（ヘッドランプ・リアコンビランプ共にユニット内シグネチャーLEDランプを内蔵）、カラクリトノカバー（リアゲート連動トノカバー）、リアシート4:2:4分割可倒式シートバック&カラクリフォールド（リモコンレバー&座面沈み込み機構）、アドバンストキーレスエントリーシステム（アンサーバック機能付き、リアゲート連動）&アドバンストキー×2、17インチアルミホイール、サイドモニター（カメラ照明付）&バックガイドモニターなどを備えた充実装備のスタンダードグレードで、「20S」は2WD車のみ、「25S」は4WD車のみの設定。
「20S PROACTIVE」・「25S PROACTIVE」・「XD PROACTIVE」は「20S」・「25S」・「XD」の主要装備に加え、前述のとおり、「i-ACTIVSENCE」の危険認知支援技術として、「アダプティブ・LED・ヘッドライト（ALH）」、「ブラインド・スポット・モニタリング（BSM）」、「レーンキープ・アシスト・システム（LAS）」の3点を追加し、安全性能を高めたグレード。LASは車線を認識することでステアリング操作トルクのアシストやステアリング振動警報で運転操作をサポートするシステムで、前期型では「25S L Package」・「XD L Package」のみに標準装備されていた車線逸脱警報システム（LDWS）もセットされる。また、メーカーオプションとして、中高速での走行時の前方衝突の回避と被害の軽減をサポートする「スマート・ブレーキ・サポート（SBS）」、設定した車速に応じた車間距離を保つよう自動で車速を調節する「マツダ・レーザー・クルーズ・コントロール（MRCC）」、後退時（Rレンジ）の衝突被害を軽減する「スマート・シティ・ブレーキ・サポート[後退時]（SCBS R）」および「AT誤発進抑制制御[後退時]」、高速走行時のドライバーの運転状態をチェックして適度な休憩を促す「ドライバー・アテンション・アラート（DAA）」などをひとまとめにした「セーフティクルーズパッケージ」が設定される。
「25S L Package」・「XD L Package」は19インチアルミホイールを追加し、インパネデコレーションパネルはマットヘアラインとサテンクロームメッキを、ドアトリムスイッチパネルにダークヘアラインを、ステアリングスイッチパネにブラックとサテンクロームメッキを、ニーレストパッドとフロントアームレストに合成皮革を採用。さらに、「PROACTIVE」系ではメーカーオプション設定となっている「セーフティクルーズパッケージ」の装備品をすべて標準装備（ただし、フロントフォグランプはハロゲン式ではなくLED式）した最上級グレードである。

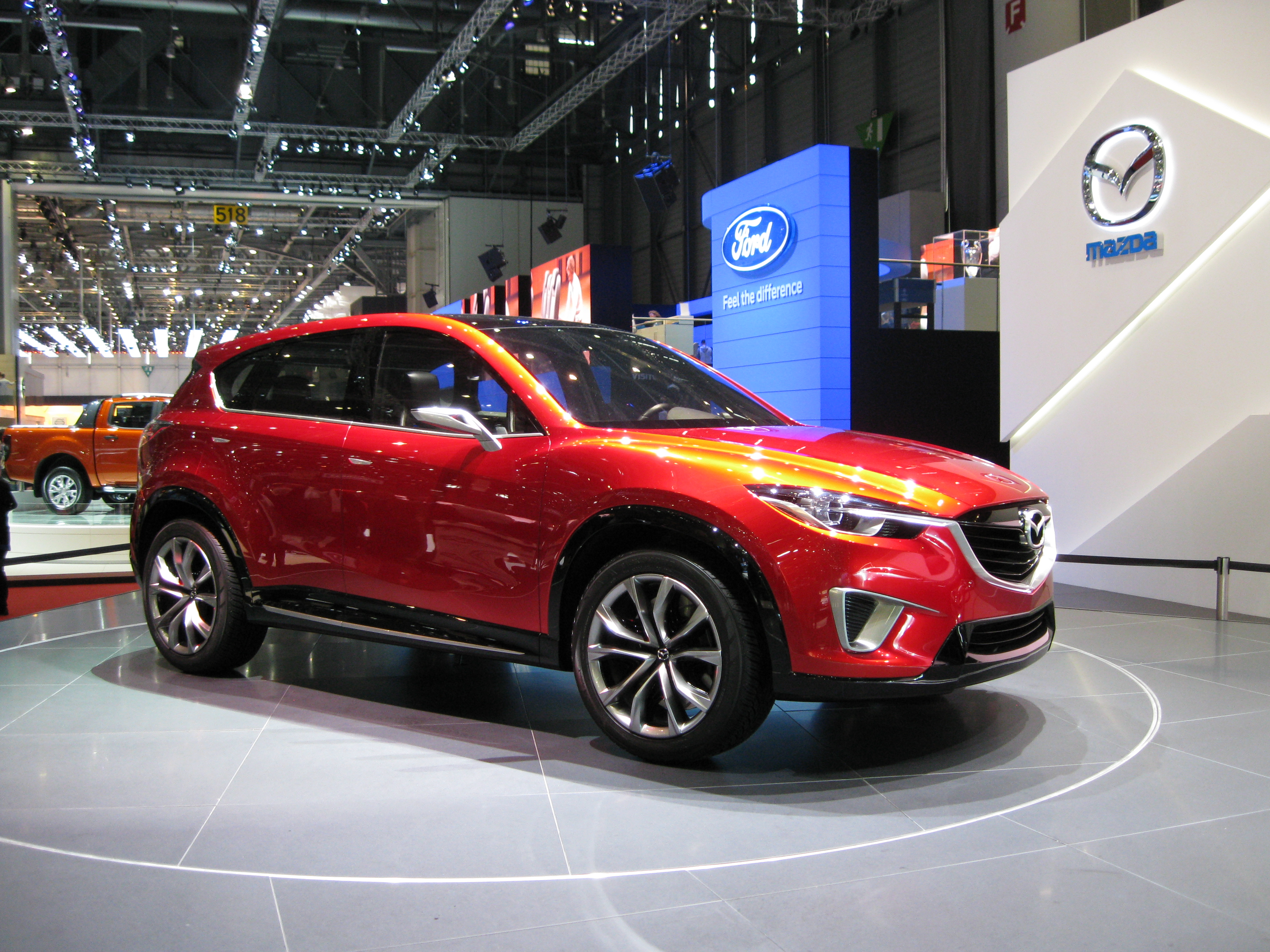
コンセプトカー・マツダ・勢
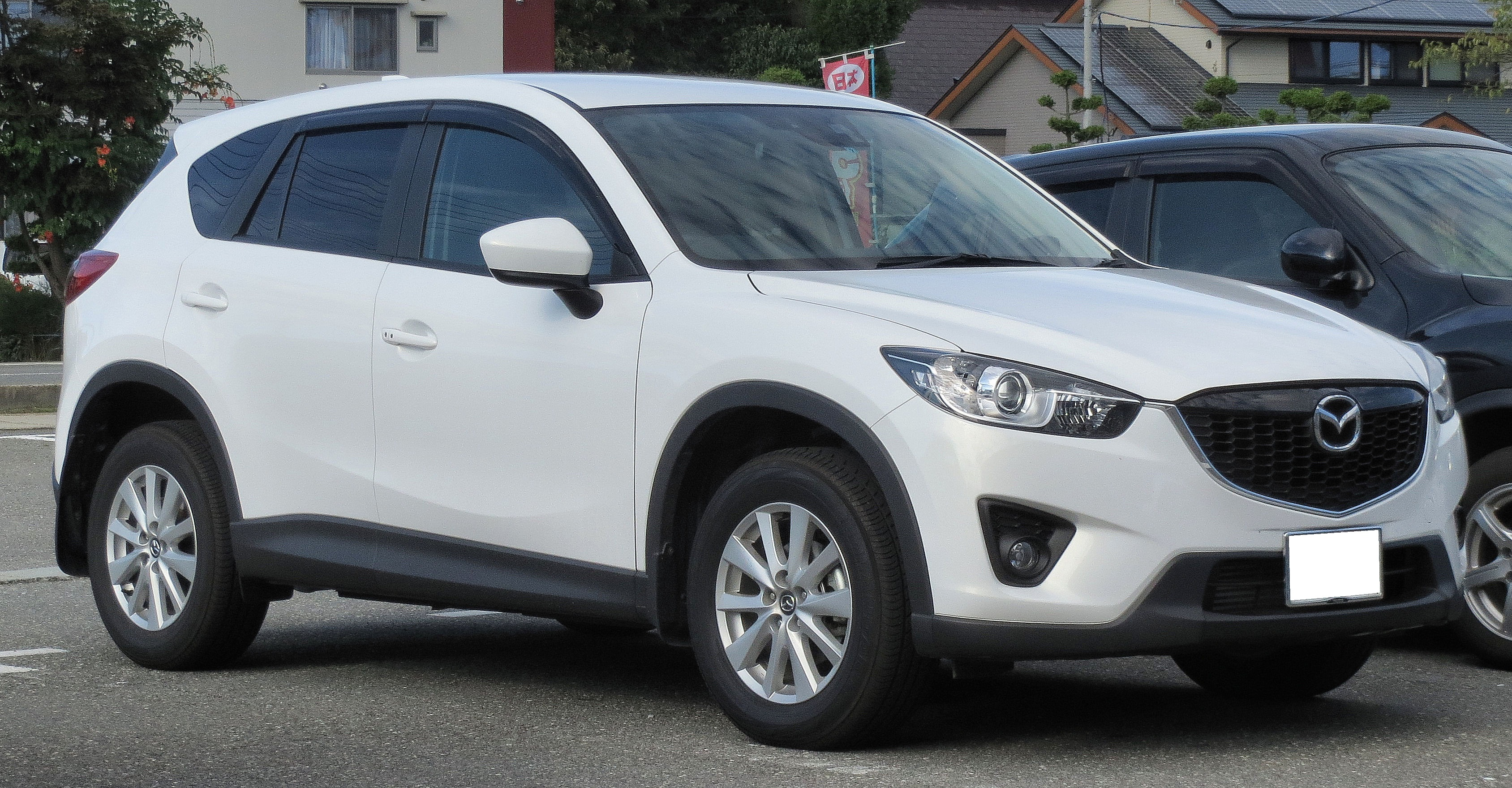
XD（前期型）
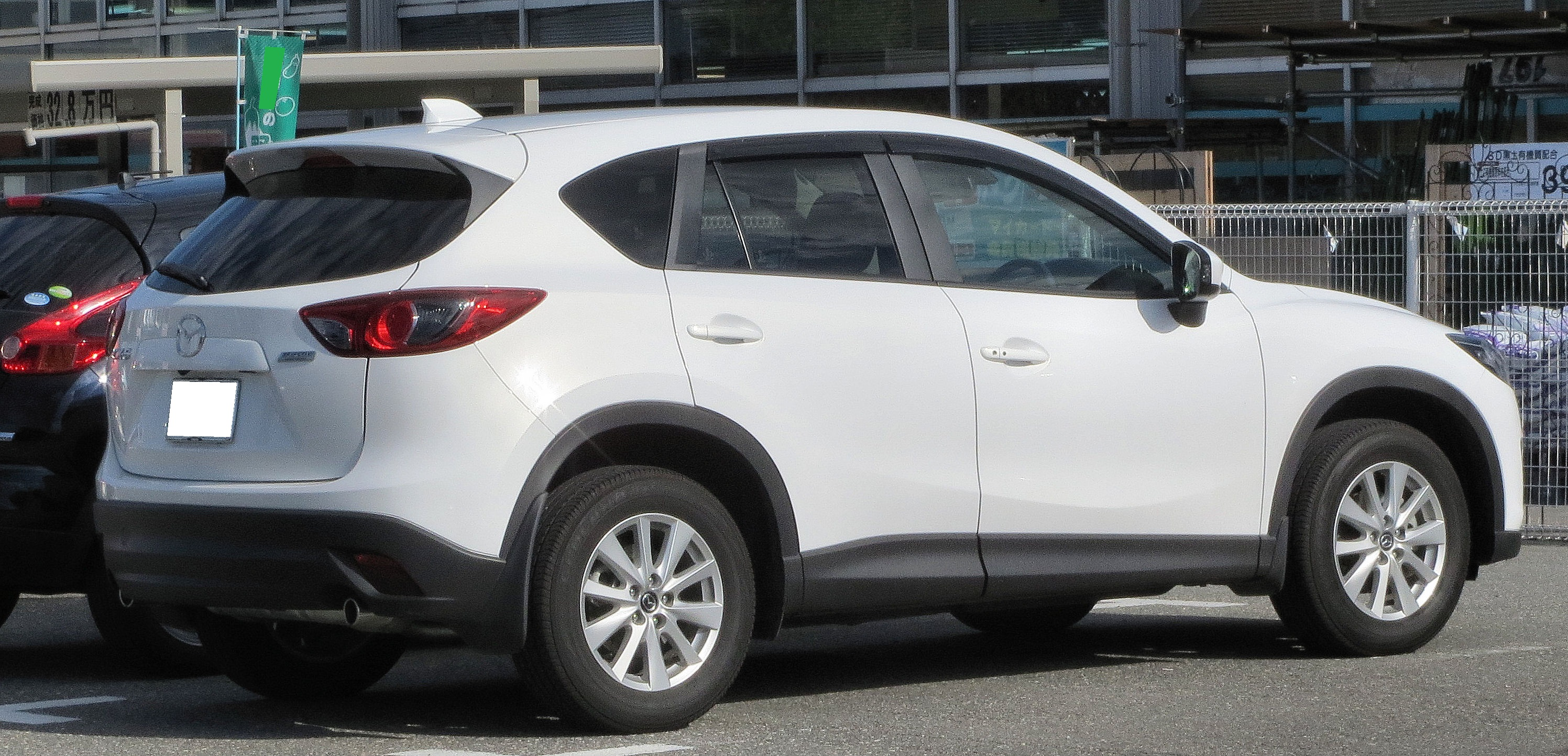
XD（前期型）
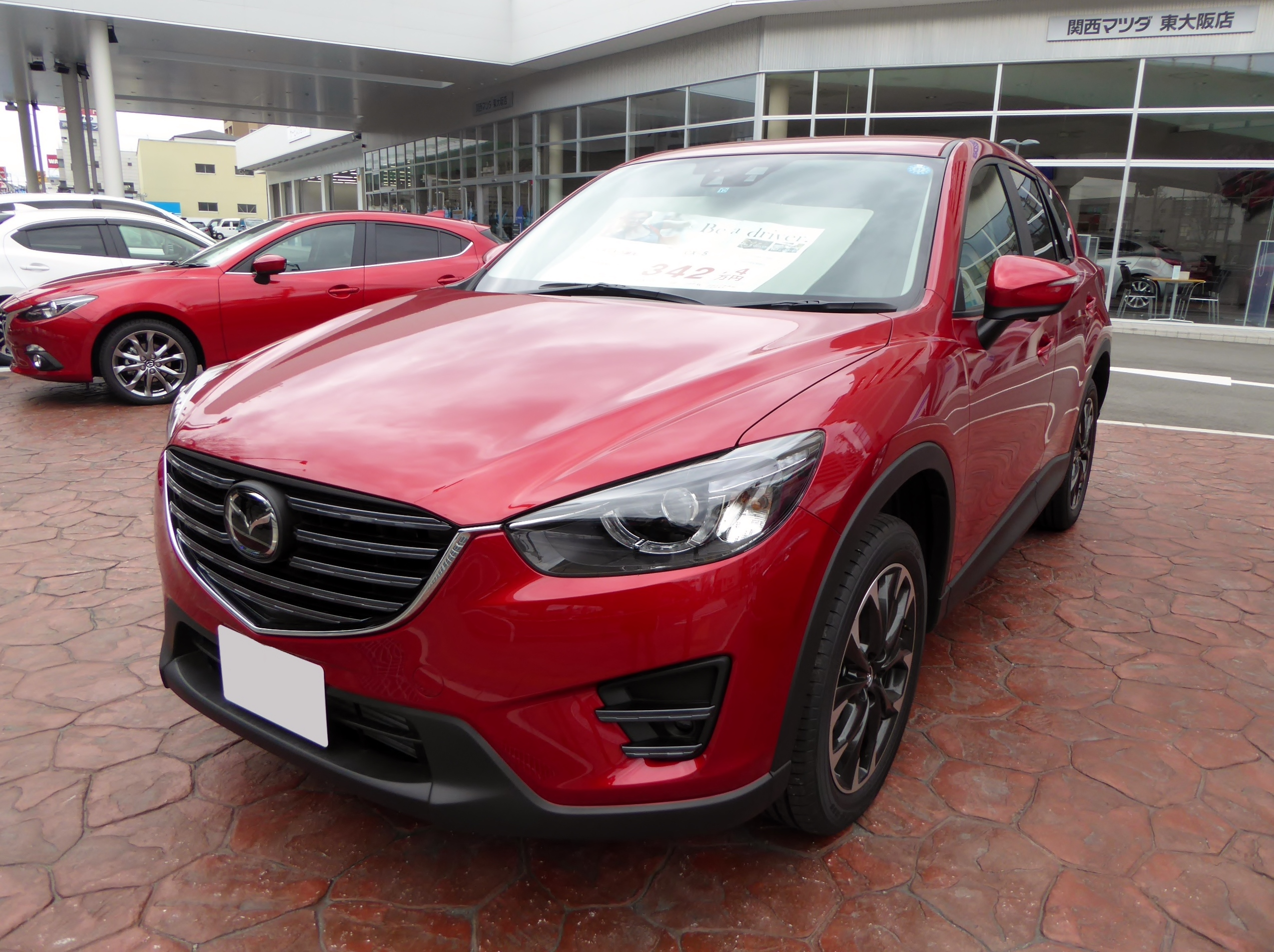
XD L Package（後期型）
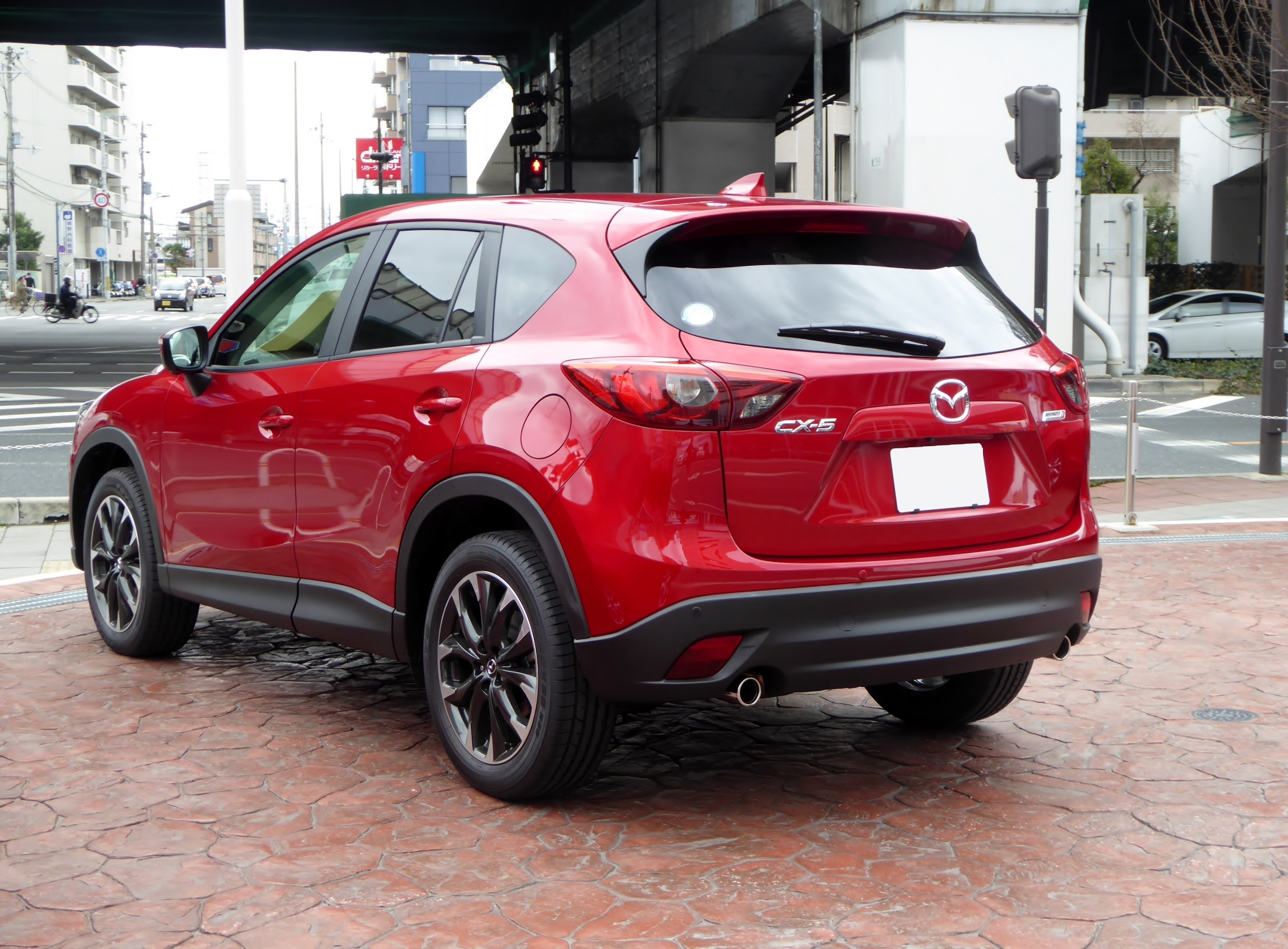
XD L Package（後期型）
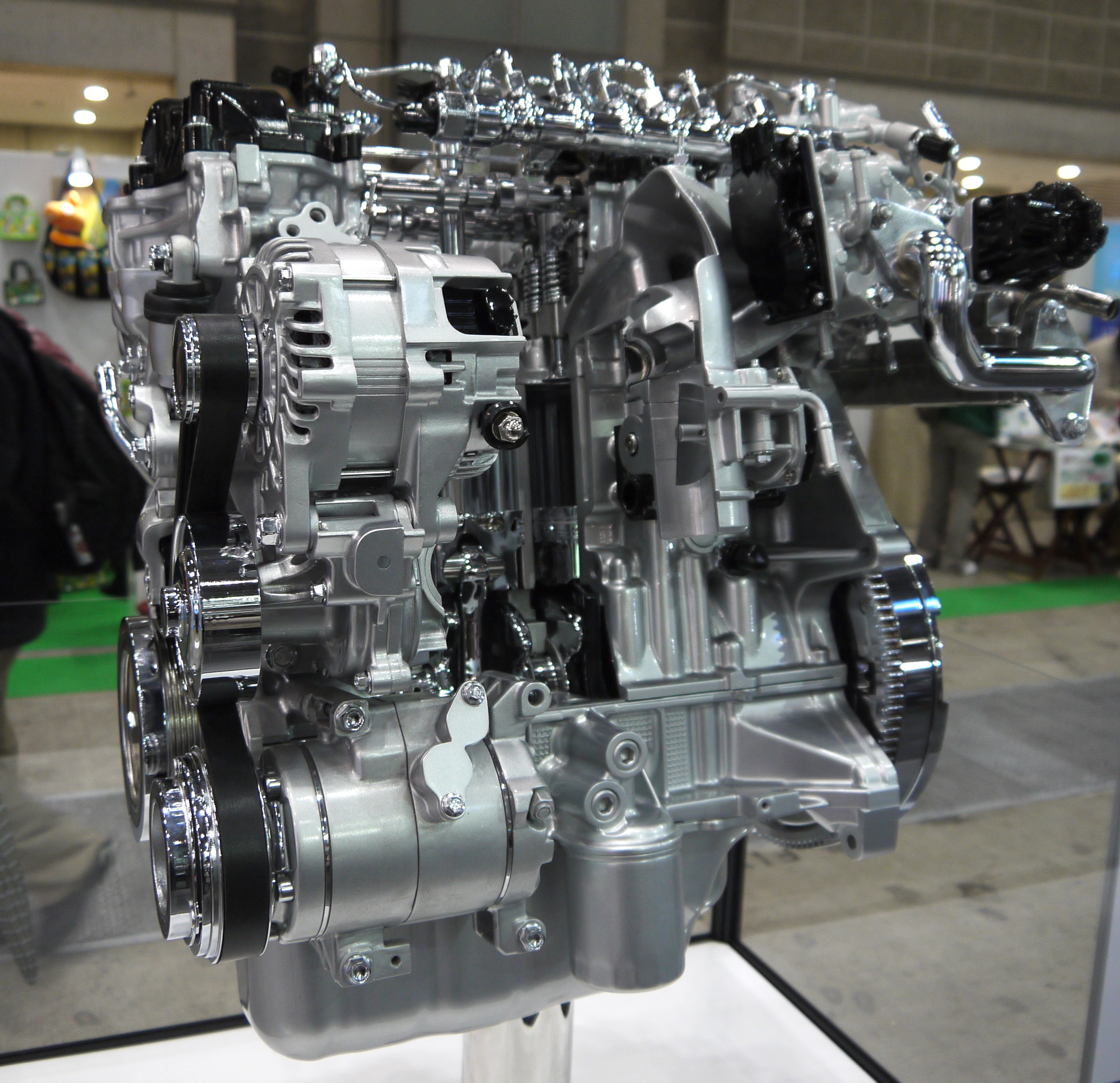
SH-VPTS型ディーゼルエンジン

### 年表
- 2011年（平成23年）
  - 3月 - ジュネーブ・モーターショーにて「魂動 ～Soul of Motion～」をテーマとするコンセプトカー「勢 (MINAGI/ミナギ) 」を発表[4]、4月には早くも「勢」をベースとする市販化モデルの名称を「CX-5」に決定[5]、9月のフランクフルト・モーターショーにて市販化モデルを世界初公開[6]。12月の東京モーターショーに出品された。
- 2012年（平成24年）
  - 2月16日より販売開始。月間の販売台数は1000台を予定。世界での目標年間販売台数は16万台。
  - 4月27日 - 2012年3月期決算において、日本、ロシア、ドイツなどで年間販売計画を大きく上回る受注があることと、日本国内における受注台数の約83%がディーゼル車であることが発表された[7]。
  - 8月 - アメリカのサーキットであるラグナ・セカにおいてCX-5がセーフティカーとして導入されている[8]。
  - 9月 - ガソリン車に「XD L Package」と同等の装備内容とした「20S L Package」を追加。
  - 11月29日 - 「2012-2013日本カー・オブ・ザ・イヤー」を受賞[9]。併せて、販売開始から9か月で月間販売計画の3年分を上回る37,000台の受注があったことも発表された。
  - 12月12日 - 一部改良[10]。
新たに、ドライバーの意志で変速タイミングをコントロールできるキックダウンスイッチを全車に標準装備。また、ガソリン車はエンジンの制御改良を行い、燃費を向上。これにより、4WD車が「平成27年度燃費基準+10%」を達成。ディーゼル車の「XD」・「XD L Package」には電動スライドガラスサンルーフをメーカーオプションに追加した。ボディカラーの入れ替えも行われ、「ブラックマイカ」と「ベロシティレッドマイカ」を廃止する代わりに、「ジェットブラックマイカ」、「メテオグレーマイカ」、「ソウルレッドプレミアムメタリック（3代目アテンザ採用色、オプションカラー）」を追加し7色に拡大した。
- 2013年（平成25年）
  - 1月10日 - 発売開始から2012年12月までの累計販売台数が35,438台となり、2012年のSUV国内販売台数で第1位を獲得したことを発表。このうち、約8割にあたる26,835台がクリーンディーゼル車であった[11]。
  - 8月18日 - 中国でCX-5が発売開始。長安マツダ汽車が生産と販売を行う[12]。ガソリンエンジン2種類（2.0Lと2.5L）というラインナップでディーゼルは設定されない。
  - 9月19日 - 一部改良並びに特別限定車「2013アニバーサリー」を発表[13]。
    - 新たに2.5Lガソリン車「25S（4WD車のみ）」および「25S L Package」を新設。一方で「20S L Package」は廃止、「20S」は2WD車のみの設定となった。
    - リアダンパーのデザインを変更。ATシフトレバーはシフトレバーとベースデザインを変更し、新たにシフトブーツを装備したことで質感を向上。新設した「25S L Package」には19インチアルミホイールを標準装備（「20S」・「25S」にもオプションで装備可能）し、「20C」を除く全車に装備のアルミホイールをより深みのあるシルバー色に変更した。ボディカラーは「スカイブルーマイカ」を廃止する代わりに「ディープクリスタルブルーマイカ」と「ブルーリフレックスマイカ」の2色を追加し、8色に拡大した。
    - 先進の安全技術「i-ACTIVSENSE（アイ・アクティブセンス）」を取り入れ、「スマート・シティ・ブレーキ・サポート（SCBS）」を全車に標準装備し、「リア・ビークル・モニタリングシステム（RVM）」の作動する速度を約15km/h以上に変更して幅広い速度域に対応。「25S/XD L Package」には「ハイビーム・コントロール・システム（HBC）」と「車線逸脱警報システム（LDWS）」のオプション設定を追加した。
    - 特別仕様車「2013アニバーサリー」は「25S/XD L Package」をベースに、オフホワイトレザーシート&ドアトリム、専用手塗りデコレーションパネル（レッド）、高輝度塗装19インチアルミホイールなど徹底的にこだわった装備を採用するとともに、ベース車ではオプション設定となっているHBCとLDWSを標準装備した。ボディカラーは「ソウルレッドプレミアムメタリック（オプションカラー）」、「ジェットブラックマイカ」、「ブルーリフレックスマイカ」の3色を設定する。999台の限定販売で、1台ごとに異なる数字が記された専用シリアルナンバープレートが装着される。本限定車については発売に先駆け、発表日より予約受注を開始した。

  - 10月17日 - 前述の一部改良並びに「2013アニバーサリー」について、発表時に予定されていた発売日（10月24日）より1週間前倒して同日より販売を開始した。併せて、2.5Lガソリン車の燃費性能が公表され、2WD車は「平成27年度燃費基準」を達成、4WD車は「平成27年度燃費基準+10%」を達成した[14]。
  - 11月10日 - 埼玉県深谷市でマツダオートザム系ディーラーが開催した自動ブレーキ機能の体感試乗会で、試乗車のCX-5がフェンスに衝突し試乗中の客と同乗していたディーラーの店長が重軽傷を負う事故が発生した。この事故を受けてマツダは、自動ブレーキの試乗会の自粛を決定した[15]。
- 2014年（平成26年）
  - 1月9日 - 2013年の販売台数が38,520台となり、2012年に引き続き2年連続でSUV国内販売台数第1位になったことを発表。このうち、クリーンディーゼル車は全体の約75%となる29,000台以上を販売し、クリーンディーゼル車の市場規模拡大を牽引する結果となった[16]。
  - 7月11日 - 前述の事故で埼玉県警は客への事前説明が不十分だったとして、ディーラーの関係者3人を業務上過失傷害の疑いで、また、試乗中だった客を同乗していた店長に怪我を負わせたとして、自動車運転過失傷害の疑いでさいたま地検に書類送検した[17]。
  - 11月20日 - アテンザと共に大幅改良[18]を発表（2015年1月7日販売開始）[19]。同時に、ロサンゼルスオートショーにて米国仕様の大幅改良モデルをMazda 6と共に世界初公開した[20]。
    - 先進安全技術「i-ACTIVSENSE」を強化し、日本の自動車メーカーで初めてとなるLEDアレイ方式グレアフリー（防眩）ハイビームを備えたヘッドランプシステム「アダプティブ・LED・ヘッドライト（ALH）」を新搭載し、「リア・ビークル・モニタリングシステム（RVM）」は検知範囲を拡大し、自車の側方から接近した検知できる「ブラインド・スポット・モニタリング（BSM）」となり、後退時に接近する車両を検知して警告する「リア・クロス・トラフィック・アラート（RCTA）」機能を追加。さらに、マツダ車では初採用となる「レーンキープ・アシスト・システム（LAS）」、「ドライバー・アテンション・アラート（DAA）」や、「スマート・シティ・ブレーキ・サポート[後退時]（SCBS R）」、「AT誤発進抑制制御[後退時]」を新たに採用したほか、アテンザでは既に設定されている「スマート・ブレーキ・サポート（SBS）」や「マツダ・レーダー・クルーズ・コントロール（MRCC）」も追加設定された。また、これらの安全装備のうち、ALH、BSM、LASの3点を標準装備した新グレード「20S PROACTIVE」・「25S PROACTIVE」・「XD PROACTIVE」を新設した。なお、ガソリン車のベーシックグレード「20C」は廃止された。
    - 前後ダンパーの構造変更やフロントロアアームブッシュ形状を最適化。高速走行時に車内に伝わる騒音を低減し、シートに高振動吸収ウレタンを採用し、リアシートの座面長を拡大。ガソリン車には走行モードを切り替えることで意のままの走りをサポートする「ドライブセレクション」を採用。4WD車はPTO・リアデフオイルに低粘度化学合成オイルを採用し、実用燃費を向上した。
    - 外観デザインも一新。フロントグリルはグレーメタリック塗装の水平基調のフィンを追加し、LEDヘッドランプとLEDリアコンビネーションランプは内部造形を一新[注 2]。4WDグレードにヘッドライトウォッシャーとリアフォグランプを標準装備。「25S L Package」・「XD L Package」に装備されている19インチアルミホイールは切削加工とガンメタリック塗装を施した新デザインとなった。ボディカラーは銀系を「アルミニウムメタリック」から新規色の「ソニックシルバーメタリック」に差し替え、「ジールレッドマイカ」を廃止する替わりに、アクセラ採用色の「チタニウムフラッシュマイカ」を追加した。また、電動パーキングブレーキ（EPB）を全車標準装備化したことでセンターコンソールデザインが変更され、金属調加飾を採用。デコレーションパネルはライトヘアラインを採用し、「25S L Package」・「XD L Package」はマットヘアライン&サテンクロームメッキを採用。本革内装には既存のブラックに加えてピュアホワイトを追加し、他の車種ですでに採用済みのカーコネクティブシステム「MAZDA CONNECT」はコマンダーコントロールと合わせて全車に標準装備。本車及びアテンザのオプションナビソフトウェアは、アクセラ及びデミオで使用されていたハンガリーNNG製の物から、トヨタマップマスターの地図データを使用した日本のミックウェア製に変更された[21]。シフトノブ前のオープンスペース・コンソールボックス・フロントドアポケットの容量を拡大し、センターコンソールにカップホルダーのアジャスター機能と小物入れを追加した。
    - なお、「SKYACTIV」専用エンブレムに関しても、ディーゼル車の「XD」系はデミオと同じ赤字の"D"を加えた「SKYACTIV-D」搭載車専用エンブレムとなった。

  - 11月26日 - 広島県警察本部交通部高速道路交通警察隊に、ディーゼル4WD車をベースに架装した警察用パトロールカー2台をモニター車両として提供[22]。
- 2015年（平成27年）5月25日 - 同年4月までに世界累計生産台数が100万台に達したことを発表した[23]。
- 2016年 (平成28年) 11月[24] - 生産終了。
- 2017年（平成29年）2月1日 - 2代目と入れ替わる形で販売終了。

## 2代目 KF系（2017年-）

### 概要
マツダの新世代商品群の第1弾として発売された初代モデルから、5年足らずで初のフルモデルチェンジを実施。
エクステリアは、前後トレッドを初代から約10mm拡大して台形フォルムとし、シグネチャーウィングの立体感を強めて先端をヘッドランプ下側に通すデザインとした。フロントグリルは立体形状を組み合わせたパターンとし、ブランドシンボル（CIエンブレム）をグリル面から突出させた。ボディサイズは、全長が+5mm、全高は-15mm、全幅とホイールベースは全く変更無し、と先代モデルとほぼ変わらないサイズを維持している。
インテリアでは、ドライバーを中心に操作機器や計器類を左右対称に配置。ステアリングホイールの中央からインストルメントパネルの加飾、左右の空調ルーバーの高さを揃え、ドアトリムの加飾も水平基調の造形としたことが特徴。デコレーションパネルに新開発の加飾フィルムを採用する等、質感の向上を図った。フロントシートはシートバックに体圧を分散できるサスペンションマットを採用するとともに、シートバックの場所ごとに剛性を最適化。リアシートはシートの傾き角度を先代モデルから2度拡大するとともに、シートバックを倒せるリクライニング機構を採用した。
その他の機能面として、電動開閉式の「パワーリフトゲート」（25S L Package、XD L Packageに標準装備。XD PROACTIVEにメーカーオプション）、フロントガラスに情報を表示する「アクティブ・ドライビング・ディスプレイ」（PROACTIVE系、L Package系グレードに標準装備）を新採用した。
初代同様、エンジンは「PE-VPS」型2.0Lガソリン「SKYACTIV-G 2.0」、「PY-VPS型」2.5 Lガソリン「SKYACTIV-G 2.5」、「SH-VPTS」型2.2 Lディーゼルターボ「SKYACTIV-D 2.2」の3種類を搭載。「SKYACTIV-G 2.5」は実用燃費性能向上を図るため、ピストンのオイルリングを上下非対称の形状とし、ピストン周りの油膜の厚さを最適化することで機械抵抗を大幅に低減した。最高出力は2WD車用が、+2kW（+2PS）の140kW（190PS）、最大トルクは+1N･m（+0.1kgf･m）の251N･m（25.6kgf･m）とわずかに向上。4WD車用のスペックは、135kw（184PS）/ 245N･m（25.0kgf･m）と先代と変わらないが、最高出力の発生回転数のみ5,700rpmから6,000rpmに変更されている。「SKYACTIV-D 2.2」はアクセル操作に対するクルマの反応をよりダイレクトにする「DE精密過給制御」、ディーゼルノック音を低減する「ナチュラル・サウンド・スムーザー」、ノック音の発生そのものを低減する「ナチュラル・サウンド・周波数コントロール」を新たに採用。最高出力/最大トルクは、129kW（175PS）/ 420N･m（42.8kgf･m）と先代との差異はない。また、「SKYACTIV-G 2.0」も114kW（155PS）/ 196N･m（20.0kgf･m）と変更は無い。
なお、2018年2月の商品改良で、各エンジンが大幅に改良された(詳細は、下記年表の「2018年2月8日」を参照）ほか、2018年10月には、2.5Lガソリン直噴ターボエンジン「SKYACTIV-G 2.5T」（PY-VPTS型）を追加している。
トランスミッションは、全グレードに6速ATの「SKYACTIV-DRIVE」(6EC-AT）を設定。2代目では変速制御を車速やアクセル開度、エンジン回転数などからドライバーの操作の意図を読みとってシフトする新制御に変更し、コーナリング中やコーナーを立ち上げる時の不要な変速を抑え、滑らかな挙動を実現した。また、2018年10月にはディーゼルエンジン車のみ、6速MT「SKYACTIV-MT」を追加した。さらに、ドライバーのハンドル操作に応じてエンジンの駆動トルクを緻密に変化させることで、横方向と前後方向の加速度を統合的にコントロールする、新世代車両運動制御技術「SKYACTIV-VEHICLE DYNAMICS」の第一弾となる「G-ベクタリングコントロール」も標準装備。また、2018年10月には「G-ベクタリング コントロール プラス（GVC プラス）」へと改良が実施された。
マツダが先進安全技術「i-ACTIVSENSE」と称する各機能はさらに強化。「マツダ・レーダー・クルーズ・コントロール（MRCC）」は、追従可能な車速の速度域の下限を初代モデルの30km/hから0km/hに拡大。これにより0～100km/hの間での追従走行が可能となった。また、「アダプティブ・LED・ヘッドライト（ALH）」は12分割のLEDブロックを採用する単眼式ユニットを採用。「スマート・シティ・ブレーキ・サポート」は歩行者の検知も可能な「アドバンスト・スマート・シティ・ブレーキ・サポート（アドバンストSCBS）」に改良するとともに、速度制限・進入禁止・一時停止の交通標識を認識してアクティブ・ドライビング・ディスプレイに表示する「交通標識認識システム（TSR）」を新たに採用した。なお、発売後に実施された商品改良において、各機能の標準装備グレードの拡大や機能強化を随時実施している。

### 年表
- 2016年（平成28年）
  - 11月16日 - 新型CX-5を世界初公開[25]。2017年2月より、日本から順次グローバルに導入を開始する予定と発表。合わせて、同年11月18日から27日まで開催されるロサンゼルスオートショーへの出品も発表。
  - 11月17日 - ロサンゼルスオートショーにて、2017年後半より北米市場向けの新型CX-5に、クリーンディーゼルエンジン「SKYACTIV-D 2.2」を搭載することを発表[26]。マツダとして、初めて北米向けに導入するディーゼルエンジン車となる。
  - 11月29日 - 宇品第2工場で11月28日より生産を開始したと発表[27]。
  - 12月15日 - フルモデルチェンジ。同日、予約受付が開始された[28]（2017年2月2日発売）。
    - グレード構成は、ガソリン車が2.0Lエンジンを搭載する「20S」・「20S PROACTIVE」、2.5Lエンジンを搭載する「25S」・「25S PROACTIVE」・「25S L Package」の5グレード、ディーゼル車が「XD」・「XD PROACTIVE」・「XD L Package」の3グレードの計8グレードを設定。なお、「20S」と「20S PROACTIVE」は2WD車のみ、「25S」と「25S PROACTIVE」は4WD車のみの設定となる。
    - ボディカラーは、新開発された「ソウルレッドクリスタルメタリック」のほか、新設定の「スノーフレイクホワイトパールマイカ」、「マシーングレープレミアムメタリック」、「エターナルブルーマイカ」、先代から継続設定となる「ソニックシルバーメタリック」、「ジェットブラックマイカ」、「チタニウムフラッシュマイカ」、「ディープクリスタルブルーマイカ」の全8色が設定される。
- 2017年（平成29年）
  - 3月29日 - 「助手席リフトアップシート車」を追加発売[29]。
    - 付属のワイヤレスリモコンやシート両側のスイッチ操作で、助手席シートが回転・昇降するリフトアップ機構を採用している。ラインアップは、2.5Lガソリン車の「25S（4WDのみ）」、2.2Lディーゼル車の「XD（2WD・4WD）」が設定される。

  - 8月3日 - 商品改良[30]。
    - 先進安全技術「i-ACTIVSENSE（アイ・アクティブセンス）」の設定が拡大され、「スマート・シティ・ブレーキ・サポート[後退時]（SCBS R）」、AT誤発進抑制制御[後退時]、車線逸脱警報システム（LDWS）、車線変更時に斜め後方から接近する車両を知らせる「ブラインド・スポット・モニタリング（BSM）」、駐車場などで後退しながら出庫する際に接近する車両を知らせる「リア・クロス・トラフィック・アラート（RCTA）」を「20S」・「25S」・「XD」にも設定が拡大され、全車標準装備とした。また、ハイ・ビーム・コントロールシステム（HBC）を「20S」・「25S」・「XD」に新たに標準装備[注 3]した。

  - 10月17日 - 防府第2工場での生産を開始[31]。宇品工場、中国、マレーシアに続く4番目の「CX-5」生産拠点となった。
- 2018年（平成30年）
  - 2月8日 - 商品改良[32]（3月8日発売）。
    - ガソリンエンジンの「SKYACTIV-G 2.0」と「SKYACTIV-G 2.5」は、ピストンのエッジカット形状の変更や排気ポート形状の見直しが実施されるとともに、「低抵抗ピストン」、新ノズル付き拡散インジェクターを採用。「SKYACTIV-G 2.5」には「気筒休止」技術をマツダ車として初採用。エンジン負荷が低い場合に、4気筒のうち2気筒を休止させることで、実用燃費の向上をはかっている。2.0Lの「SKYACTIV-G 2.0」（PE-VES型）は従来モデルに対し、最高出力を+1kw（+1PS）の115kW（156PS）、最大トルクを+3N･m（+0.3kgf･m）の199N･m（20.3kgf･m）に向上。2.5Lの「SKYACTIV-G 2.5」はエンジン形式名を「PY-VPS型」から「PY-RPS型」に変更。2WD用は最大トルクを+1N･m（+0.1kgf･m）の252N･m（25.7kgf･m）に向上（最高出力は変更なし）。4WD用は最高出力を+3kW（+4PS)の138kW（188PS）、最大トルクを+5N･m（+0.5kgf･m）の250N･m（25.5kgf･m）に向上した。なお、今回の商品改良で、ガソリン車は「平成30年排出ガス基準75%低減レベル」認定を取得した。
    - ディーゼルエンジンの「SKYACTIV-D 2.2」（SH-VPTS型）は、急速多段燃焼の採用や、段付きエッグシェイプピストン、超高応答マルチホールピエゾインジェクター、可変ジオメトリーターボチャージャーなどの新技術導入により、最高出力は従来より+11kW（+15PS）の140kW（190PS）、最大トルクは+30N･m（+3.1kgf･m）の450N･m（45.9kgf･m）に向上させるともに、燃費性能も改善された。
    - 「360°ビュー・モニター」を「PROACTIVE」系グレードと「L Package」系グレードにメーカーセットオプション設定されたほか、パワーリフトゲートのメーカーセットオプションを「20S PROACTIVE」と「25S PROACTIVE」に拡大設定。車速感応式オートドアロック（衝撃感知ドアロック解除システム付）を全グレードに標準装備とした。また、「PROACTIVE」系グレードと「L Package」系グレードに設定されている「マツダ・レーダー・クルーズ・コントロール（MRCC）」は操作性向上のためスイッチ表示が変更されるとともに、モード切替時のビープ音が追加された。
    - 「L Package」系グレードでは、フロントドアとリアドアにおいて、パワーウインドーに自動反転機構および&ワンタッチ&タイマー付が採用され、パワーウインドースイッチにイルミネーションが追加された。
    - 「マツダコネクト」が改良され、新たに「自車位置演算ユニット」を全グレードに搭載。さまざまな時間や場所において安定した高精度測位が行えるため、従来のGPS衛星のみでは難しかった高層ビルの多い場所や高速道路の高架下などでの自車位置測位と表示が、より正確になった。
    - 同日に「助手席リフトアップシート車」もベースグレードに準じた商品改良が実施され、新たにエントリーグレードの「20S 助手席リフトアップシート車」が追加設定された[33]。（ベースグレードと同日発売）

  - 10月11日 - 商品改良。同時に特別仕様車「Exclusive Mode（エクスクルーシブ・モード）」を設定[34]。（11月22日発売）
    - 2.5L直列4気筒直噴ガソリンターボエンジン「SKYACTIV-G 2.5T」（PY-VPTS型）を日本向けに初採用した「25T L Package」を追加。2WD仕様の「SKYACTIV-G 2.5」と比較して、最高出力は+29kW（+40PS）の169kW（230PS）、最大トルクは+170N･m（+17.3kgf･m）の420N・m（42.8kgf･m）を発生。トランスミッションは、6速AT「SKYACTIV-DRIVE（6速AT）」が採用され、駆動方式は2WDと4WDが選択可能である。既存グレードにおいては、「G-ベクタリング コントロール（GVC）」にハンドルを戻す際の制御が追加された「G-ベクタリング コントロール プラス（GVC プラス）」へと改良がおこなわれ、ディーゼルエンジンの「SKYACTIV-D 2.2」（SH-VPTS型）に6速MT「SKYACTIV-MT」を追加。6速AT車には減速エネルギー回生システム「i-ELOOP」を新たにメーカーオプション設定された[注 4]。
    - 「アドバンスト・スマート・シティ・ブレーキ・サポート（アドバンストSCBS）」に夜間歩行者検知機能を追加するとともに、「スマート・ブレーキ・サポート（SBS）&マツダ・レーダー・クルーズ・コントロール（MRCC）」、「交通標識認識システム（TSR）」は「20S」・「25S」・「XD」にも採用し全車に標準装備。また、「360°ビュー・モニター」のメーカーオプション設定を「20S」・「25S」・「XD」にも拡大し、全車に装着可能とした。さらに、コネクティビティシステム「マツダ コネクト」は、日本向けでは初めてApple CarPlayおよびAndroid Autoに対応した。
    - 外観では17インチアルミホイールの塗装をダークシルバーからグレーメタリックに変更（形状は変更なし）。内装ではエアコンパネルや各種スイッチ・ダイアルのデザインが一新され、ノーマルスピーカー車はAピラートリム表面素材を樹脂からファブリックに変更されると同時にAピラー根元にツイーターが追加され、スピーカー数が従来の4個から6個に増やした。
    - 特別仕様車「Exclusive Mode」は、「25T L Package」と「XD L Package」をベースに、シート素材にナッパレザーを用いるとともに、上部をブラック・下部をディープレッドの組み合わせとした専用カラーコーディネーションを採用。インパネやドアトリムのデコレーションパネルには本杢を採用。外観は19インチアルミホイールに専用の高輝度ダーク塗装が施された。装備面では、インナーミラーが鏡面側の縁取りを無くしたフレームレスタイプとなり、前席シート両側にシートベンチレーション機能が追加され、メーター中央にTFTカラーの7インチマルチスピードメーターを装備。室内照明は全て白色LEDで統一され、前席と後席にフットランプとイルミネーション機能が標準装備された。さらに、ベースグレードではメーカーオプション設定となる360°ビュー・モニターが標準装備され、スピーカー類はBoseサウンドシステム（AUDIOPILOT 2+Centerpoint 2）+10スピーカーに強化された。
    - 同日に「助手席リフトアップシート車」もGVCをGVC プラスに進化させる等、ベースグレードと同等の商品改良が行われた（ベースグレードと同日発売）[35]。
- 2019年（令和元年）
  - 12月12日 - 商品改良。同時に特別仕様車「Silk Beige Selection（シルク ベージュ セレクション）」を設定[36]。（カタロググレード及び特別仕様車は2020年1月17日、助手席リフトアップシート車は同年2月下旬に順次発売）
    - AWD[注 5]車に、悪路における想定外のスタック時にAWDとトラクション・コントロール・システム（TCS）の協調によって接地輪への駆動力伝達を最大化して悪路からのスムーズな脱出をサポートする「オフロード・トラクション・アシスト」が採用され、ステアリング シフトスイッチを「20S」・「25S」・「XD（AT車）」にショップオプション設定、その他のグレードに標準装備された。また、アクセサリーパッケージとして、アンダーガーニッシュ（フロント・リア）、ルーフレール、オールウェザーマット、ラゲッジトレイをセットにした「TOUGH-SPORT STYLE」が設定された[注 6]。
    - その他、センターディスプレイのサイズが7インチから8インチに大型化され、車室内に侵入したロードノイズを素早く吸収するため、トップシーリング材を構成するフィルムの材質が変更された。
    - ボディカラーは「エターナルブルーマイカ」に替わり、「ポリメタルグレーメタリック」が新たに設定された。
    - 特別仕様車「Silk Beige Selection」は「20S PROACTIVE」・「25S PROACTIVE」・「XD PROACTIVE」をベースに、シート中心部に「グランリュクス」を使用したシルクベージュカラーのハーフレザレットシートをはじめ、LED室内照明（マップランプ/ルームランプ/ラゲッジルームランプ）、前席用LEDフットランプ&イルミネーション（ホワイト）、LEDフロントフォグランプ、IRカットガラスが特別装備された。なお、2018年10月の商品改良時に発表された特別仕様車「Exclusive Mode」はベースグレードの商品改良を受け継続販売される。
    - また、今回の商品改良で、リア左下に装着されている「CX-5」の車名ロゴエンブレム、リア右下に装着されている「SKYACTIV」専用エンブレムが「Mazda Type」[37]に、AWD車に装着されているAWDオーナメントがCX-30やCX-8（2019年10月商品改良モデル）に準じたデザインにそれぞれ変更された。
- 2020年（令和2年）
  - 4月3日 - マツダの創立100周年を記念した「100周年特別記念車」を発表、予約受注を開始（7月以降発売、2021年3月31日までの期間限定受注）[38]。
    - 「25T Exclusive Mode」、「XD Exclusive Mode」をベースに、バーガンディのフロアカーペットを装備し、ボディカラーに「スノーフレイクホワイトパールマイカ」を採用。また、フロアマットとフロントフェンダー部には創立100周年記念バッジが装着され、マツダの前身となる東洋工業が創業された際に制定されていた「丸工マーク」と現在のマツダのブランドシンボルマークを重ね合わせた創立100周年スペシャルロゴをヘッドレストやキーフォブ（キーフォブは100周年専用化粧箱入り）の刻印、センターホイールキャップのロゴに採用した。

  - 5月28日 - 特別仕様車「SMART EDITION」が発売[39]。
    - 「20S」、「25S」、「XD」をベースに、アクティブ・ドライビング・ディスプレイ、TSR、アダプティブ・LED・ヘッドライト（ALH）、レーンキープ・アシスト・システム（LAS）、360°ビュー・モニターを特別装備。

  - 12月3日 - 商品改良[40]。
    - 「SKYACTIV-D 2.2」搭載の「XD」系においてエンジンの最高出力を7kW（10PS）向上。最高出力時のエンジン回転数を4,500rpmから4,000rpmに下げて加速性能を改善するとともに、アクセルペダルの操作力を最適化。「SKYACTIV-G 2.5T」搭載の「25T」系を除く「SKYACTIV-DRIVE」は素早くアクセルを踏み込んだ場合に、クルマがドライバーからの早い加速と判断して、従来よりも素早い変速を行い、応答性も向上された。
    - センターディスプレイのサイズが8インチからグレードにより8.8インチ又は10.25インチに大型化され、コネクテッドサービスが導入された。
    - 「100周年特別記念車」には「25S」をベースにした「25S 100周年特別記念車」が追加設定された。
    - 助手席リフトアップシートもベース車に準じた商品改良が行われた。
    - 同時に特別仕様車「Black Tone Edition」を発売[41]。「20S PROACTIVE」・「25S PROACTIVE」・「XD PROACTIVE」をベースに、外観はドアミラーをグロスブラックに、19インチアルミホイールにブラックメタリック塗装を採用。内装はシートがグランリュクスと合成皮革のコンビ素材にレッドステッチ加飾が施されたほか、インパネとドアトリムのデコレーションパネルにハニカムブラック、コントロールスイッチにサテンクロームメッキ加飾を施し、随所にレッドステッチの加飾も施された。そのほか、TFTカラーの7インチマルチスピードメーター、LEDの室内照明（ルームランプ/ラゲッジルームランプ/マップランプ）と間接照明（フロントシート足元）も装備された。
- 2021年（令和3年）
  - 11月8日 - 商品改良（同日より予約を開始、発売は12月上旬を予定）[42]。
    - フロントフェイスの意匠を刷新。フロントグリルのデザインを変更するとともに、ランプ類（ヘッドランプ・リアコンビランプ）も外形とユニットのデザインが変更され、4つの横長楕円形状のLEDとなった。ボディカラーは「チタニウムフラッシュマイカ」と入れ替えで、新色の「ジルコンサンドメタリック」が設定された。
    - 車体フレームに減衰構造が採用され、車体とシートフレームの取付剛性を向上。スプリングやダンパー特性も見直された。
    - ラゲッジルームはフロアボードの上段・下段・前後2分割が可能となり、テールゲート開口部との段差が無くなり、フロア下のサブトランク容量が拡大。併せて、リアバンパー中央下部のセンサーが足の動きを感知してリフトゲートの開閉を可能にするハンズフリー機能付パワーリフトゲートが採用され、「L Package」に標準装備。
    - ALHはグレアフリー（防眩）ハイビームLEDを従来の12分割から20分割に変更された。
    - 今回改良に伴い、「SKYACTIV-G 2.5T」搭載車が廃止され、ガソリン車は「20S Proactive」と「25S L Package」の2モデルのみとなった。ディーゼル車は「XD」を廃止し、「XD Proactive」と「XD L Package」の2モデルにそれぞれ集約された。
    - 特別仕様車は改良、並びに「Sports Appearance（スポーツアピアランス）」及び「Field Journey（フィールドジャーニー）」を追加。
      - 既存の「Exclusive Mode」はガーニッシュ類（フロント&リアバンパー、クラッティング/ボディロア）やホイールアーチをボディ同色に変更され、クルージング&トラフィック・サポート（CTS）やワイヤレス充電（Qi）を新たに特別装備。ガソリン車は前述した「SKYACTIV-G 2.5T」搭載車の廃止に伴い、ベース車が「25S L Package」に変更され、「25S Exclusive Mode」へ改名された。
      - 「Sports Appearance（スポーツアピアランス）」は「25S/XD L Package」をベースとし、外観はドラミラーをグロスブラック、シグネチャーウイングをブラッククローム、ガーニッシュ類（フロント&リアバンパー、クラッティング/ボディロア）をピアノブラックとし、アルミホイールは本仕様車専用のブラックメタリック塗装を採用。フロントグリルには初代ロードスターに採用されていたクラシックレッドのアクセントカラーが入る。内装では天井やピラーをブラックに、インパネデコレーションパネルをハニカムブラックにそれぞれ変更、レザーシート・ステアリング・ドアやシフト周りに赤ステッチを施した。
      - 「Field Journey（フィールドジャーニー）」は、「20S/XD Proactive」をベースとし、外観にはシルバー塗装のフロント&リアバンパーセンター&サイドガーニッシュを装備。ブラックに変更したフロントグリルにはライムグリーンのアクセントが施され、アルミホイールはグレーメタリック塗装を採用。タイヤは夏用と冬用の両方の性質を持つオールシーズンタイヤとなる。内装はシートステッチ・パイピング・エアコンルーバーベゼルにライムグリーンを採用。専用装備として、上下可動・前後2分割スライドが可能で、ボードの裏面とサブトランクボックスに防水加工を施したリバーシブルラゲッジボードを装備。今回の商品改良で導入された「MAZDA INTELLIGENT DRIVE SELECT」（略称:「MI-DRIVE（ミードライブ）」）には専用機能としてトラクション重視の特性にすることで未舗装路や深雪道などの悪路走行を含むアウトドア走行でも高い操作性が得られる「OFF-ROAD」モードが備わる。
      - なお、「Smart Edition」と「Black Tone Edition」は2.0Lガソリン車とディーゼル車のみにラインナップを集約し、ベース車に準じた商品改良を受けて継続販売される。
- 2022年（令和4年）
  - 10月14日 - 商品改良（同日より予約を開始、11月中旬より発売）[43][44]。ボディカラーはスノーフレークホワイトパールマイカ（特別設定色）を廃止する替わりに、CX-60で導入されたロジウムホワイトプレミアムメタリック（特別設定色）を追加。また、マツダコネクトにはApple CarPlayのワイヤレス接続機能とUSB Type-C端子が追加された。
  - 2022年11月、欧州向けの全ガソリンモデルに24Vのマイルドハイブリッド「マツダMハイブリッド」が搭載されることがイギリスで発表された（販売は2023年前半の予定）[45]。日本への投入は見送られた。
- 2023年（令和5年）9月4日 - 一部商品改良（同日より予約を開始、10月中旬より発売）[46]。
  - ボディカラーはソニックシルバーメタリックを廃止する替わりにプラチナクォーツメタリックを追加。メーカーオプションの変更や原材料価格・物流費の高騰に伴う価格改定が実施された。機種（グレード）体系も一部変更され、「20S Proactive」、「25S L Package」、「25S Exclusive Mode」、「XD Proactive」、「XD L Package」の5つが廃止、ディーゼル車に設定されていたSKYACTIV-MT（6MT）仕様も廃止され、日本仕様はSKYACTIV-DRIVE（6EC-AT）仕様だけとなった。海外へはマイルドハイブリットのガソリンエンジンおよびディーゼルエンジン両車に6速MTの搭載は継続された。
  - 「Exclusive Mode」は外観をフロントグリルをガンメタリックの縦基調ブロックメッシュパターンに、バンパーセンターガーニッシュ（フロント・リア共）をシルバーにそれぞれ変更。内装はインパネとドアトリムにハニカムシルバーのデコレーションパネルが採用され、一部のステッチをライトグレーに変更した。
  - 「Sports Appearance」はフロントグリルをグロスブラックの縦基調ブロックメッシュパターンに変更され、運転席&助手席シートベンチレーションが追加された。
  - 「Field Journey」はフロントグリルのコーディネートが変更され、シートパイピングとステッチをライトグレーに、エアコンルーバーベゼルをサテンクロームメッキにそれぞれ変更。シート座面にはパーフォレーション加工を施した合成皮革が採用された。
  - 一部商品改良に合わせて設定された特別仕様車「Retro Sports Edition（レトロスポーツエディション）」は「Black Tone Edition」をベースに、ガーニッシュの一部（フロント&リアバンパー、ボディロア(クラッディング塗装)、ピラー）にピアノブラックが採用され、内装色はテラコッタとブラックを採用。シートは背もたれ前面と座面中央にセーレンの「レガーヌ」、サイドサポート部に合成皮革を使用したコンビシートとした。
- 2024年（令和6年）11月29日 - CX-30、MAZDA3、MAZDA2と共に新機種の追加を発表（12月25日発売）[47]。
  - 特別仕様車の「Smart Edition」と「Black Tone Edition」に代わり、「i Selection」と「Black Selection」が追加された。

## 3代目 KI系（2025年-）

### 概要
2代目のCX-5から9年でフルモデルチェンジを実施。